# ライ・ベンジャミン
ライ・ベンジャミン（Rai Benjamin）はアメリカ合衆国の陸上選手である。400メートルハードルを得意とする。
2019年の世界選手権で男子400mと、2020年東京オリンピックの400mハードルで銀メダルを、同大会4 × 400 mリレーで金メダルを獲得。

## 概要
2021年8月3日、2020年東京オリンピック男子400mハードルで世界歴代2位の46秒17を記録して2位に入賞した。

## 自己ベスト
- 400mハードル 46.17 2021年8月3日 日本東京

### ビデオ
- 富士山SACリレー2019年にマイケル・ノーマンとライベンジャミンのMyStyle Records　YouTube
- マイケルノーマン19.84が男子200mで優勝– YouTube　IAAFダイヤモンドリーグでIAAFダイヤモンドリーグパリ2018（19。99年にライベンジャミン2位）